# Австро-гръцки тютюнев склад (Кукуш)
Вижте пояснителната страница за други значения на Австро-гръцки тютюнев склад.
Австро-гръцкият тютюнев склад (на гръцки: Αυστροελληνική Καπναποθήκη) или Тютюневият склад Бикс (на гръцки: Καπναποθήκη Βιξ) е индустриална сграда в град Кукуш (Килкис), Гърция, обявена за паметник на културата.
Сградата е построена на улица „Николаос Панайоту“ № 50 в 20-те години на XX век и е собственост на солунския евреин Давид Фарадзис, който го дава под наем на Австро-гръцката тютюнева компания (Αυστροελληνική Εταιρεία Καπνού) – един от големите солунски тютюневи търговци. Архитект на сградата е немецът Бикс. Тютюневият склад до Втората световна война използва около 100 работници.
Като „забележителна сграда, важна за изучаването на архитектурата на индустриалните сгради“ в 2001 година е обявена за паметник на културата от гръцкото Министерство на културата.
Обновена, от 2014 година сградата се използва като изложбена площ, като помещава изложби за историята на тютюна и различни други изложби на фотография, бижута, керамика, детски рисунки и живопис.